# Городской сад имени Шевченко (Харьков)
Сад имени Тараса Григорьевича Шевченко (укр. Сад імені Тараса Григоровича Шевченка) — городской парк в центре Харькова. Расположен в Нагорном историческом районе и Шевченковском административном, между Сумской и Клочковской улицами и площадью Свободы и Рымарской.

## История
Сад был заложен в 1804—1805 годах Василием Назаровичем Каразиным — основателем Харьковского университета. Разбивка сада проводилась в существовавшей естественной дубовой роще на окраине города. На верхней террасе расположен ландшафтный парк, на нижней — ботанический. С момента своего основания сад назывался Университетским. В 1808 году в саду была построена астрономическая обсерватория. В 1896 году на западной оконечности парка был открыт старейший на Украине, третий по возрасту в Российской империи Харьковский зоопарк.
В 30-е годы XX века была проведена реконструкция парка. Её проводил архитектор В. П. Ширшов, профессор А. И. Колесников и дендролог К. Д. Кобезский. Были построены новые аллеи, высажены деревья и кустарники, появился фонтан. После открытия памятника Тарасу Григорьевичу Шевченко в 1935 году сад был переименован в честь поэта.

### Во время войны
Во время Великой Отечественной войны парк сильно пострадал. Было уничтожено около 60 % довоенных зелёных насаждений.
Во время оккупации параллельную Сумской улице аллею от Ветеринарного института (нынешнего Дворца пионеров) до памятника Шевченко немцы превратили в воинское захоронение для высоких военных чинов. (По прусским военным традициям захоронение часто устраивается возле центра города).
В саду были похоронены минимум два фашистских генерала: в ноябре 1941 — взорванный в штабе по ул. Дзержинского Ильёй Стариновым из Воронежа командир 68-й пехотной дивизии Георг Браун, надгробие над могилой которого было похоже на мавзолей; и в июле 1943 — командир 6-й танковой дивизии Вальтер фон Хюнерсдорфф, раненый 14 июля под Белгородом во время Курской битвы и умерший после операции в Харькове 19 июля; на его похоронах присутствовал фельдмаршал фон Манштейн.
Немцы собирались устроить на этом месте «пантеон германской военной славы». После окончательного освобождения города, в 1943 году, оккупационное кладбище было уничтожено.
30 августа 1943 года в 14:00 в саду Шевченко был проведён торжественный митинг в честь освобождения Харькова с участием Ивана Конева и Никиты Хрущёва.

### С 1945
На протяжении 1945—1946 годов проводилась реконструкция и восстановление парка архитектором А. С. Маяк и дендрологами И. Б. Меликенцевым, А. Д. Ганаевой. В рамках подготовки к 300-летию города в 1955 году в западной части сада была построена каскадная лестница архитектором А. С. Маяк и инженером Ф. И. Савусканом. По каскаду стекал фонтан, а с верхней смотровой площадки открывался живописный вид на долину реки Лопань. В 1963 году в парке в стиле модернизм построили киноконцертный зал «Украина», вмещающий 1750 зрителей (архитекторы В. С. Васильев, Ю. А. Плаксиев, В. А. Реусов, инженер Л. Б. Фридган). В 1967 году на центральной аллее построили фонтан (архитектор Б. Г. Клейн), а с 1977 года он стал свето-музыкальным. На протяжении 1970—1990 годов в южной части сада строилось новое здание Харьковского государственного украинского академического театра оперы и балета имени Н. Лысенко в постмодернистском стиле.

## Памятники
- Памятник Василию Назаровичу Каразину расположен с северной стороны парка, возле центрального входа в университет. Был открыт летом 1907 года к 100-летию со дня основания Харьковского университета. Архитектор — академик Алексей Николаевич Бекетов, скульптор — И. И. Андреолетти. До 1934 года располагался на месте памятника Шевченко. Переносился с места на место три раза: сначала на Университетскую улицу к старому университету, после — к восточному крылу нового здания университета и, наконец, на нынешнее место у входа в университет[4].
- Памятник Тарасу Григорьевичу Шевченко расположен со стороны улицы Сумской. Был открыт 24 мая 1935 года. Общая высота памятника — 16,5 метра. Бронзовая статуя поэта высотой 5,5 метра установлена на пилоне из чёрного лабрадорита. Вокруг пилона расположены по спирали 16 фигур. Памятник создали скульптор М. Г. Манизер и архитектор И. Г. Лангбард. На изготовление памятника пошло 30 тонн бронзы и 400 тонн лабрадорита. Для строительства специально была проведена узкоколейка. На стройке памятника работало 200 рабочих. До войны харьковский памятник Шевченко считался самым большим бронзовым памятником, созданным в СССР[5].
- Памятный знак репрессированным кобзарям, бандуристам, лирникам расположен с южной стороны парка возле здания театра оперы и балета. Был открыт 14 октября 1997 года для увековечивания памяти кобзарей, бандуристов и лирников, которые были уничтожены советской властью преимущественно в 1930-х годах.
- Памятник футбольному мячу — установлен в 2001 году футбольным клубом «Металлист». Представляет собой постамент из чёрного гранита с бронзовым футбольным мячом диаметром полтора метра.
- Памятник архангелу Михаилу — подарок от города Киева (это герб Киева) к празднованию 350-летию основания Харькова. Установлен в 2004 году в южной части парка возле перекрёстка улиц Сумской и Скрипника. Установлен идеально ровно на 50-й параллели северной широты.
- Памятник 50-й параллели. Открыт в 2010.
- Скульптура «Аксакал», изображающая спящего казака, расположена возле театра оперы и балета. Автор памятника — Сейфаддин Гурбанов. Скульптура весом 8 тонн высечена из белого песчаника. Первоначально была установлена в 1989 году перед ступенями театра. В 2007 году во время реконструкции площади с фонтанами перед театром, скульптура исчезла в неизвестном направлении. После огласки и неоднократных попыток автора узнать о судьбе памятника, в ноябре скульптуру вернули и установили на новом месте — в парке с северной стороны оперного[6].

- Памятник Тарасу Шевченко
- Памятник футбольному мячу
- Памятник Петру Гулак-Артемовскому
- Памятник Дунаевскому и Шульженко
- Памятник Леониду Быкову
- Памятник Владимиру Ивановичу Вернадскому
- Памятник украинскому и советскому актёру, театральному и кинорежиссёру Лесю Курбасу
- Памятник Бернесу, Марку Наумовичу
- Памятник Репину
- Памятник архангелу Михаилу
- Памятник погибшим детям
- Памятник репрессированным козакам
- Памятник 50-й параллели

## Сад в литературе
Нельзя не обратить внимание на поведение некоторой части публики, посещающей университетский сад. Она не стесняясь разваливается на полянках. Не говоря уже о том, что таким образом ею вконец мнётся трава на полянах сада, и эти поляны преждевременно обнажаются от растительности. Да и едва ли кому может доставить удовольствие вид растянувшихся во весь рост тел, да и неприлично такое халатное отношение к взглядам и понятиям другой части публики, стесняющейся нередко даже проходить мимо мест, где помещаются поклонники такого кайфа. — Харьковские губернские ведомости, 1895

В Харькове должно было состояться заседание Боевой организации. Приехали Азеф, Созонов, Каляев. Именно здесь обсуждались убийство Плеве и генерала Клейгельса. Все совещания проходили в университетском саду, и после них я показывал город приехавшим друзьям. — Борис Савинков, 1909

Мы до вечера пролежали на выжженной траве городского сада под преждевременно свернувшимися листьями сирени. Как некрасив и беден был этот чёрствый сад, весь в пыли и каком-то особом мелком соре, при малейшем ветерке летевшем в глаза! Щепотка табаку могла заглушить голод и сделать нас счастливыми, но никто не бросал окурков. Мы теряли сознание. — Валентин Катаев, 1935

## Символы города
- Три объекта, находящихся непосредственно в саду, и один напротив него стали официальными символами Харькова.[10] Это фонтан/беседка Стеклянная струя (первый символ), памятник Шевченко (8-й), ККЗ «Украина» (11-й) и ХАТОБ (12-й).

## Географические и исторические факты
- Почти все объекты сада (Харьковский зоопарк, Каскад, Харьковский дельфинарий, Памятник Шевченко, ККЗ «Украина», кафе «Кристалл», фонтан цветомузыки и др., кроме ХАТОБа), даже выходящие на другие улицы (Рымарскую, Клочковскую, пл. Свободы), имеют адрес «ул. Сумская, 35» — независимо от собственно расстояния от улицы Сумской.
- Каждый год с 1990-х годов 21-22 августа в саду проходит выставка живых цветов.
- 1 апреля 2009 года на центральной аллее сада прошёл первый открытый чемпионат Харькова по домино. Обыграв чиновников Геннадия Кернеса, Игоря Шурму и Виктора Христоева, главный приз — живого козла по кличке Домино — получила команда Октябрьского района (Вадим Григоренко и Рубен Асланянц). Козёл был сдан победителями в зоопарк[11].
- Поскольку Харьков является самым крупным городом Земли на 50-й параллели:[12][13] крупнее Кракова, Праги, Майнца, Усть-Каменогорска[14], в октябре 2010 в саду открыт памятный знак «50-я параллель», причём сама широта в виде линии выложена на тротуарном покрытии. В центра знака установлен бронзовый круг диаметром 2 метра с картой и нанесёнными расстояниями от Харькова до различных столиц мира, а широту обозначают прерывистой линией 20 медных табличек[14].
- В 2021 году в Харьковский горсовет подали петицию с предложением назвать сад не именем Шевченко, а именем основателя сада — Василия Назаровича Каразина.[15]